# Nexter Aravis
Nexter Aravis — французький бронеавтомобіль колісною формулою 4x4.
Бронеавтомобіль розроблено компанією Nexter на базі вантажівки Unimog U5000. Багатофункціональний та може бути використаний як патрульна машина, медично-евакуаційна, командно-штабна.
Броньована за стандартом STANAG 4596 Level 4.
Виробник пропонує кілька варіантів озброєння — 12,7-мм кулемет, 20-мм гармата M621 та інше. Може долати водні перешкоди до 1 метру завглибшки. Можна транспортувати літаком C-130 «Hercules».
На озброєнні французької армії з 2010 року. Використовувалась під час бойових дій у Афганістані.

## Оператори
- Габон — 12[1].
- Франція[2]
- Саудівська Аравія — 100—200[3].